# Sankt Pantaleon-Erla
Sankt Pantaleon-Erla è un comune austriaco di 2 581 abitanti nel distretto di Amstetten, in Bassa Austria. È stato istituito il 1º gennaio 1971 dalla fusione dei precedenti comuni di Sankt Pantaleon ed Erla; capoluogo comunale è Sankt Pantaleon.

## Storia
Il primo insediamento risalirebbe all'epoca romana. Sotto Marco Aurelio, durante le guerre marcomanniche, fu infatti insediata in località Albing una fortezza legionaria, appartenente alla legio II Italica.